# Мурзинка (приток Пышмы)
Мурзинка — река в Свердловской области России, левый приток реки Пышмы. Длина реки — 8,6 км.
Начинается к югу от пгт Монетного вблизи посёлка Мурзинского. Течёт в южном направлении по сосновым лесам. Впадает в Пышму слева в 574 км от устья ниже посёлка Старопышминска. В левобережье верховий МУрзинки — торфоразработки, в нижнем течении — пионерский лагерь.
Основные притоки — Мочаловка (пр., впадает в 3,8 км от устья) и Ивановка (пр.).